# Верхний Конец (Вологодская область)
Верхний Конец — деревня в Бабаевском районе Вологодской области.
Входит в состав Центрального сельского поселения (с 1 января 2006 года по 13 апреля 2009 года входила в Верхнее сельское поселение), с точки зрения административно-территориального деления — в Верхний сельсовет.
Расположена на правом берегу реки Колошма. Расстояние до районного центра Бабаево по автодороге — 107 км, до центра муниципального образования деревни Киино по прямой — 14 км. Ближайшие населённые пункты — Аганино, Аксентьевская, Керчаково.
По переписи 2002 года население — 35 человек (15 мужчин, 20 женщин). Преобладающая национальность — русские (97 %).